# إنوسترانسيفيا

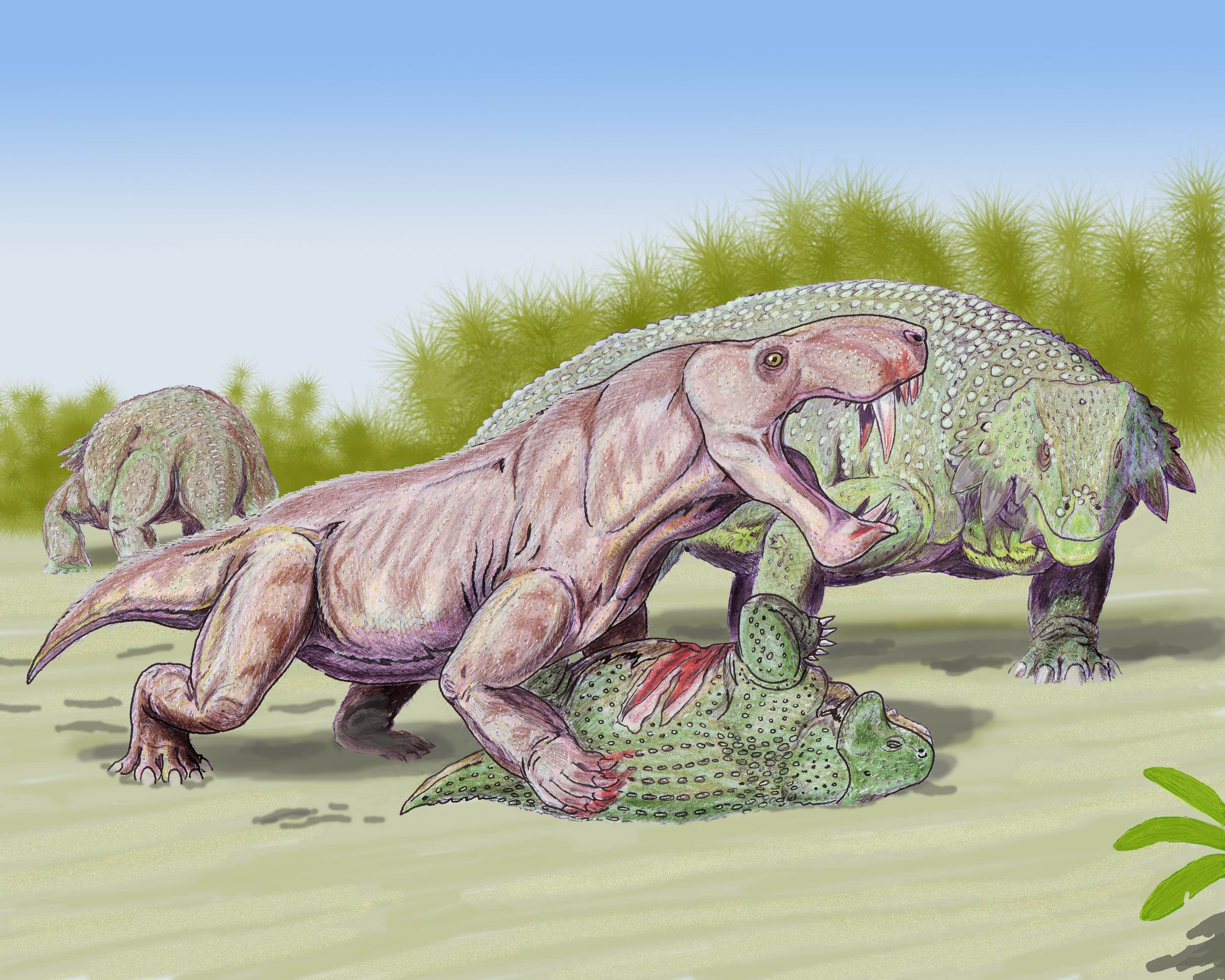
إنوسترانسيڤيا أليكسندري يهاجم سكوتوصورس

الإنوسترانسيڤيا (Inostrancevia) هو جنس منقرض من ثيرابسيدات آكلات اللحوم، تتضمن أكبر الأعضاء في أسرة الجورجونوبسيا، وهي حيوانات مفترسة كانت تتميز بأنياب شبيهة بالسيف، أنواع مختلفة منها استوطنت شمال روسيا خلال التتاري العلوي وهو المعادل الروسي لمرحلة الوشابنجي في العصر البرمي المتأخر، يعود تاريخها إلى ما يقرب من 260-254 مليون سنة مضت، وهي معروفة من عدة جماجم واثنين من الهياكل العظمية الكاملة تقريبًا.

## وصلات خارجية
- Taxonomical Information
- Raúl Martín. "Inostrancevia". مؤرشف من الأصل (pencil drawing) في 2016-03-03.
- Anatomical Information